# Gradišče pri Litiji
Gradišče pri Litiji este o localitate din comuna Šmartno pri Litiji, Slovenia, cu o populație de 89 de locuitori.